# Banjšice
Banjšice este o localitate din comuna Nova Gorica, Slovenia, cu o populație de 264 de locuitori.